# Vodecée
Vodecée (en wallon Vådcêye) est une section de la ville belge de Philippeville située en Wallonie dans la province de Namur.
C'était une commune à part entière avant la fusion des communes de 1977.

## Géographie
La section se trouve en Entre-Sambre-et-Meuse et est bordée au nord par Florennes, à l’est par Villers-le-Gambon, au sud par Merlemont et Sautour, et à l’ouest par Philippeville. Elle se trouve entre la RN 40 (section de Philippeville à Givet), la RN 97 (Philippeville-Ciney-Clavier), et la RN 98 (Sombreffe-Vodecée).

## Évolution démographique
- Source: DGS, 1831 à 1970=recensements population, 1976= habitants au 31 décembre

## Éléments d'histoire

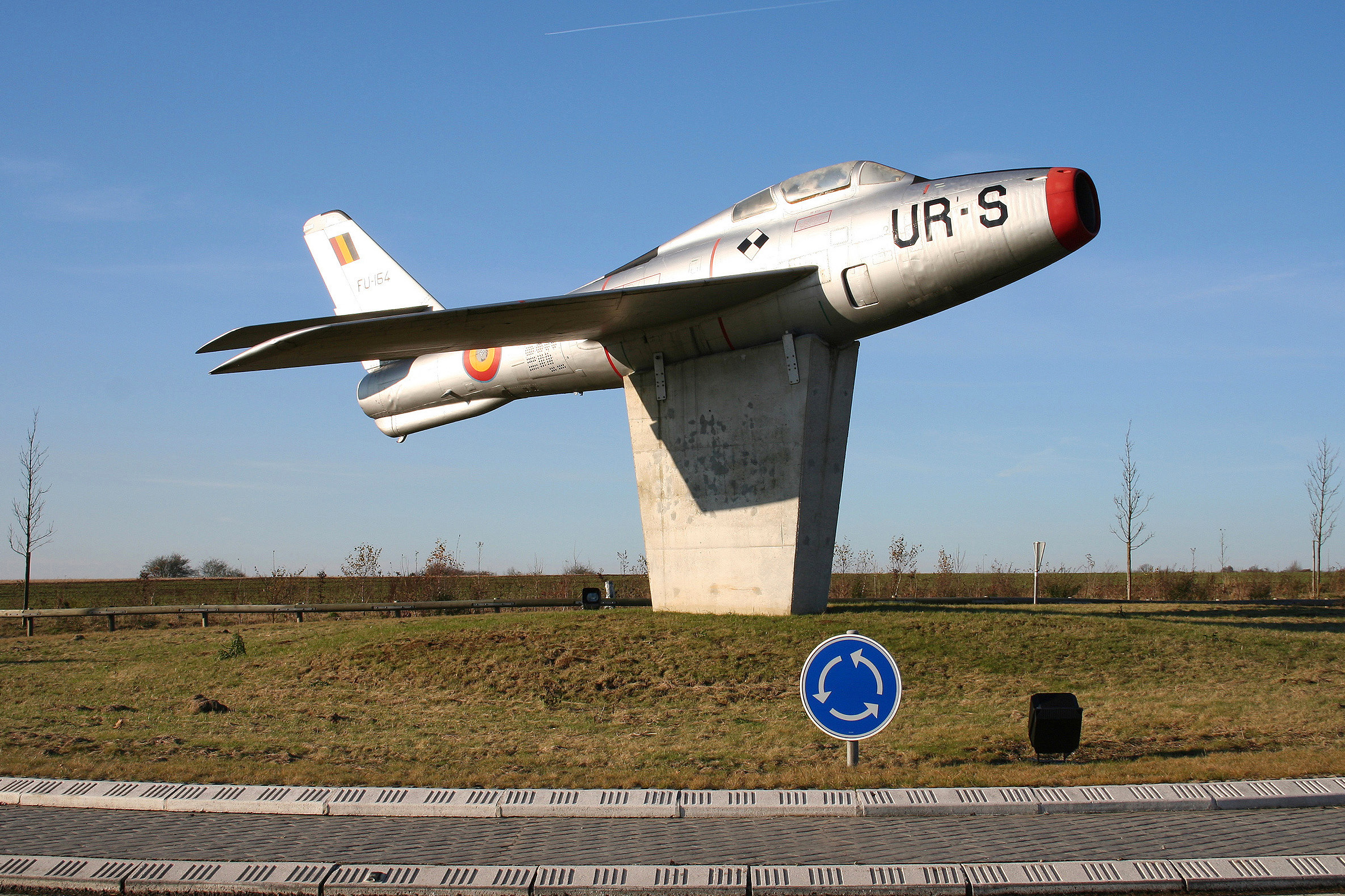
Un avion militaire orne le rond-point 'Barrière Luc', au nord du village (Au carrefour de la RN 97). Cet endroit est en effet proche du champ d'aviation de Florennes.

Des vestiges de bas-fourneaux et des crayats de Sarrasins (ou des scories) trouvés sur le territoire du village suggèrent une présence humaine qui remonte au moins à l'époque romaine. Le village est mentionné pour la 1re fois au IXe siècle sous la mention de 'Waldrechies'.
En 1180, Vodecée, son église, son moulin ses « coûtures », ou champs cultivés, et ses bois appartiennent à l’abbaye de Florennes. Une manse pourtant est détenue par l’abbaye de Waulsort.
Le fief de Laisme dépend de la maison de Morialmé; en 1372, Jacqueminot de Vodechée y possède des biens et cent ans plus tard, c’est Piérart Aubry de Vodechée; ce fief passe ensuite à la famille d’Yves, qui y ajoute la Cour de Ste-Marie, le tout est échangé en 1758 contre des droits sur l’extraction de charbon à Spy à Charles de Baillet. Celui-ci vend Vodecée au marquis de Beaufort-Spontin, seigneur de Florennes. Elle sera cédée à Pierre Doby puis à un ancien officier, Lambert de Mortier, son dernier seigneur.
L’église et paroisse dépendaient du curé d’Écherenne, village à l’est de la place de Philippeville, qui sera détruit en partie et absorbé par celle-ci.
La situation en 1830: La population s’élève à 136 habitants répartis dans 44 maisons rurales et trois fermes. On compte 32 chevaux, 14 poulains, 61 bovins, 21 veaux, 10 porcs et 150 moutons. Deux moulins à farine mus par eau. (Philippe Vander Maelen)
Vodecée fut l'une des communes où eut lieu un vol pour lequel la bande Noire fut jugée en 1862. Économie tournée vers l’agriculture et l’élevage. Depuis le XIXe siècle, on y a extrait du marbre rouge.

## Patrimoine et culture

### Patrimoine architectural
- Eglise Sainte-Genevieve. Construite en 1908 à 1909 en style néo-roman.
- Ferme du Gaï. Située près du ruisseau des Gérinaux, ferme du XVIIe siècle[1].
- Ancien moulin Luc, rue de Sautour. Situé dans la vallée du ruisseau des Gérinaux, ferme datée de  du début du XIXe siècle[1].

#### Source
- Françoise Jacquet-Ladrier, Communes de Belgique, Crédit Communal, 1980.